# Roberto Cristina
Roberto Luis Cristina (Buenos Aires, 25 de marzo de 1941-1978) fue un dirigente revolucionario marxista leninista argentino, secretario general del Partido Comunista marxista-leninista (Vanguardia Comunista) desde 1968 hasta su secuestro y desaparición.
Estudió Sociología, y ejerció la docencia primaria.
Militante del Partido Socialista Argentino de Vanguardia, fue parte del grupo que en 1965 fundó Vanguardia Comunista. En 1978, la dictadura militar llevó a cabo una dura ofensiva contra Vanguardia Comunista. En esa ofensiva cayó Roberto Cristina, quién fue llevado al centro clandestino de detención “El Vesubio”, donde fue duramente torturado, y cuentan que en los peores momentos gritaba “Viva la clase obrera, viva la Patria, viva la Revolución".